# 보살리노 (영화)
볼사리노(Borsalino)는 이탈리아, 프랑스에서 제작된 자크 드레이 감독의 1970년 범죄, 드라마 영화이다. 알랭 들롱 등이 주연으로 출연하였고 알랭 들롱 등이 제작에 참여하였다.

## 출연

### 주연
- 알랭 들롱
- 쟝 뽈 벨몽도

### 조연
- 미셀 부케
- 니콜 칼팬
- 미레일 다르크

## 제작진
- 의상: 자크 폰테레이